# Altenmarkt an der Triesting
Altenmarkt an der Triesting is een gemeente in de Oostenrijkse deelstaat Neder-Oostenrijk, gelegen in het district Baden. De gemeente heeft ongeveer 2100 inwoners.

## Geografie
Altenmarkt an der Triesting heeft een oppervlakte van 63,43 km². Het ligt in het noordoosten van het land, in de buurt van de hoofdstad Wenen.

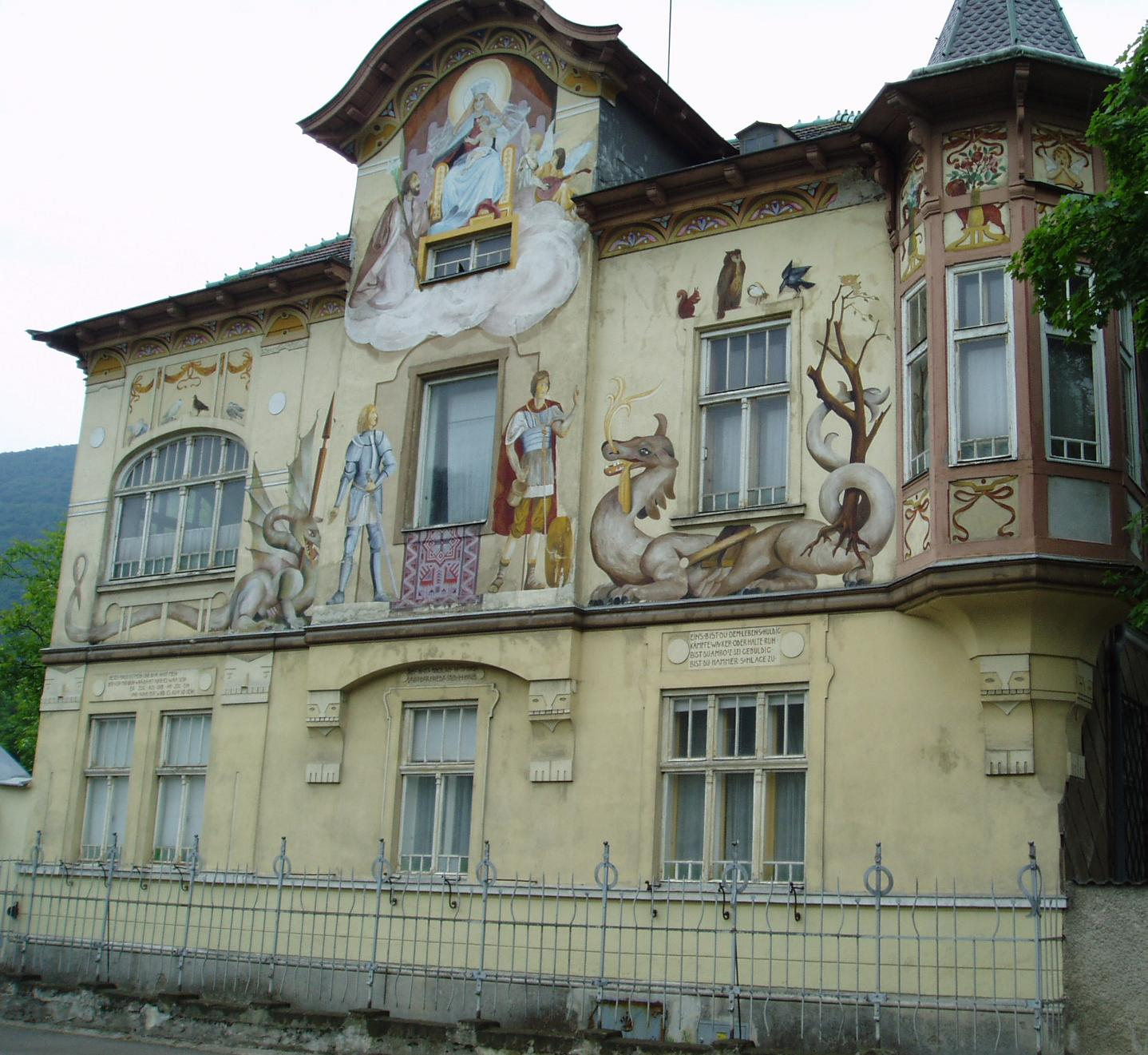

Alland · Altenmarkt an der Triesting · Baden · Bad Vöslau · Berndorf · Blumau-Neurißhof · Ebreichsdorf · Enzesfeld-Lindabrunn · Furth an der Triesting · Günselsdorf · Heiligenkreuz · Hernstein · Hirtenberg · Klausen-Leopoldsdorf · Kottingbrunn · Leobersdorf · Mitterndorf an der Fischa · Oberwaltersdorf · Pfaffstätten · Pottendorf · Pottenstein · Reisenberg · Schönau an der Triesting · Seibersdorf · Sooß · Tattendorf · Teesdorf · Traiskirchen · Trumau · Weißenbach an der Triesting
- Gemeinsame Normdatei: 4404926-2
- Virtual International Authority File: 239626429
- WorldCat: E39PBJtxfRBFFvJwCqyXVrQrMP